# J. F. Mitchell Airport

i7
i11
i13
Der J. F. Mitchell Airport (IATA-Code BQU, ICAO-Code TVSB) ist der Flughafen der karibischen Insel Bequia (St. Vincent und die Grenadinen).  
Der Flughafen liegt rund vier Kilometer südwestlich des Hauptortes Port Elizabeth an der Südküste der Insel. Er wurde auf aufgeschüttetem Land etwa fünf Meter über dem Meeresspiegel errichtet. Der Flughafen verfügt über eine 1100 Meter lange und 30 Meter breite asphaltierte Start- und Landebahn mit Wendeflächen an beiden Bahnenden. Auf der Nordseite des Flugplatzes befindet sich ein 100 Meter mal 70 Meter großes asphaltiertes Vorfeld mit einem Empfangsgebäude. Der Flughafen erlaubt nur Flüge nach Sichtflugregeln. Als optische Landehilfe dient in Landerichtung 12 eine linksseitige Präzisionsgleitwinkelbefeuerung.
Mustique Airways führt Flüge zum Grantley Adams International Airport auf der Nachbarinsel Barbados durch. SVG Air fliegt ebenfalls nach Barbados sowie zum Argyle International Airport auf St. Vincent.